# JavaServer Faces
JavaServer Faces (JSF) este o specificație Java pentru construirea de interfețe utilizator bazate pe componente pentru aplicații web și a fost formalizată ca standard prin intermediul Java Community Process, care face parte din Platforma Java Enterprise Edition. Este, de asemenea, un cadru web MVC care simplifică construirea de interfețe utilizator (UI) pentru aplicațiile bazate pe server, utilizând componente UI reutilizabile într-o pagină.
JSF 2 folosește Facelets ca sistem default de template-uri. Pot fi utilizate și alte tehnologii de vizualizare, cum ar fi XUL sau simplu, Java. În schimb, JSF 1.x utilizează  JavaServer Pages(JSP) ca sistem default de template-uri.